# Механічні флотаційні машини типу ФМ

Механічні флотаційні машини типу ФМ — вітчизняна серія механічних флотомашин, що складаються з послідовного ряду двокамерних секцій, де перша камера є всмоктувальною, а друга — прямотечійною. Вітчизняні флотомашини серії ФМ випускаються з місткістю камер від 0,2 до 6,3 м3, а флотомашини типу МФУ випускаються з місткістю камер від 6,3 до 36 м3.

## Конструкція і принцип дії
Всмоктувальна камера має карман 1, з’єднаний із центральною частиною імпелера 3 патрубком 2 (рис.).
Над імпелером знаходиться статор, який складається з диска 4 з отворами і напрямних 5, розташованих під кутом 60° до радіуса. Вал імпелера 6 поміщений у центральну трубу 7, верхня частина якої герметично з’єднана з корпусом підшипника. Повітря, кількість якого регулюється, засмоктується через трубку 8. Нижня частина центральної труби переходить у стакан 9, з’єднаний із надімпелерним диском. У бокових стінках стакана є отвори, до одного з яких у всмоктувальній камері приєднується патрубок 2. У прямоточній камері цей отвір закритий пробкою 10. Крім того, у стакані є ще два отвори 11, розташовані один проти одного, які слугують для підводу промпродуктів (якщо необхідно). Один із цих отворів приєднується до промпродуктового патрубка, а інший закривається заслінкою 12. при цьому без зупинки машини ступінь відкриття отвору можна змінювати тягою 13, чим регулюється кількість пульпи, що надходить на імпелер. Всмоктувальна і прямотечійна камери розділені напівперегородкою 14 і являють собою прямотечійну машину з однаковим рівнем пульпи. Рівень пульпи регулюється спеціальним пристроєм у кінці прямотечійної камери. Пристрій складається з короба 15 з отворами на протилежних стінках. Ширина отвору на стінці прямотечійної камери регулюється шибером 16; протилежний отвір слугує для підключення наступної двокамерної секції або для виводу з машини камерного продукту.
При роботі флотаційної машини підготовлена пульпа подається у приймальний карман 1. При обертанні імпелера пульпа засмоктується в камеру патрубком 2 і перемішується. При цьому пульпа ежектує атмосферне повітря і насичується ним. Імпелер викидає у камеру пульпо-повітряну суміш, у результаті її турбулізації створюється велика кількість дрібних бульбашок. У камері при зустрічі з бульбашками оброблені реагентами частинки закріплюються на них і створюють комплекс «мінеральна частинка — повітряна бульбашка».
Мінералізовані бульбашки спливають на поверхню пульпи та утворюють пінний шар. Верхня частина задньої стінки камери флотомашини (відбійна стінка 17) плавно вигнута в бік пінознімача. Пінний продукт (концентрат) видаляється пінознімачем 18 з одного боку камери в жолоб 19 і спрямовується на зневоднення або перечищення. Нефлотований матеріал переміщується у наступну камеру, де процес флотації продовжується, або видається з кінцевої камери як камерний продукт (відходи). Рівень пульпи в секціях підтримується шиберами з електроприводом.
Імпелер флотаційної машини типу ФМ (рис. 4.3 а) являє собою увігнутий диск 1 з шістьома радіальними лопатками 2 і маточиною 3. Статор (рис. 4.3 б) складається з диска 4 з лопатками 5, встановленими під кутом 60° до радіуса, і отворами 6 для подачі циркуляційного потоку пульпи на імпелер.
Наявність статора з косо поставленими лопатками, розташованими тангенціально до потоку пульпи, що викидається, і подача на імпелер циркуляційного потоку пульпи через отвори в статорі дозволяють суттєво збільшити кількість засмоктаного повітря.

## Технічні характеристики

| Параметри                      | ФМ-0,2  | ФМ-0,4  | ФМ-1,2  | ФМ-3,2  | ФМ-6,3 | ФМ-12,5 |
| ------------------------------ | ------- | ------- | ------- | ------- | ------ | ------- |
| Об'єм камери, м3               | 0,14    | 0,38    | 1,35    | 3,26    | 6,25   | 12,50   |
| Продуктивність, м3/год         | до 0,16 | до 0,25 | 1,5—2,5 | 3,5—6,0 | 7—12   | 15—20   |
| Імпелер:                       |         |         |         |         |        |         |
| частота обертання, хв−1        | 700     | 460     | 300     | 280     | 240    | 220     |
| потужність електродвигуна, кВт | 1,7     | 2,2     | 5,5     | 11,0    | 22,0   | 40,0    |
| Габарити камери, мм:           |         |         |         |         |        |         |
| довжина                        | —       | 1215    | 1100    | 1750    | 2200   | —       |
| ширина                         | —       | 700     | 1910    | 1790    | 2975   | —       |
| глибина                        | —       | 1440    | 2100    | 2350    | 2745   | —       |
| Маса камери, т                 | 0,28    | 0,71    | 1,20    | 2,80    | 3,42   | 6,75    |